# Mogens Nilsson
Mogens Nilsson (født 5. februar 1922 i Aalborg, død 25. september 1976) var en dansk udstillingsarkitekt.
Han var søn af kontorchef Otto Nilsson og hustru Anna født Rasmussen (død-1964), tog realeksamen fra Randers Statsskole 1938 og blev uddannet bygningskonstruktør fra Randers Tekniske Skole 1943. Under besættelsen meldte han sig til Den Danske Brigade i Sverige, som han vendte hjem til Danmark med i maj 1945. Han fik afgang fra Kunstakademiets Arkitektskole 1948 og var medarbejder hos professor, arkitekt Erik Herløw indtil 1956.
Nilsson var beskæftiget med husbygning, industriel design, grafik samt udstillinger i ind- og udland. Han blev ansat hos Nordiska Kompaniet AB, Stockholm 1956-59, hvor han var beskæftiget med rationalisering, modernisering og nybygning af varehuse, desuden med udstillinger. Han blev udstillingschef i den selvejende institution Byggecentrum, København 1959 og etablerede institutionens permanente udstillinger i København 1960, i Middelfart 1968 og i Aalborg 1970. Han forestod som ansvarlig leder byggeudstillingerne Byggeri for Milliarder, der afholdtes hvert andet år i København og stod i samarbejde med Udenrigsministeriet for talrige byggeeksportudstillinger af danske produkter i udlandet. Han var medlem af Danske Arkitekters Landsforbunds udstillingsudvalg. På Byggecentrums permanente byggevareudstillinger udviklede han udstillingssystemet, der har dannet grundlag for talrige tilsvarende udstillinger verden over. 
Nilsson blev gift 18. august 1947 med Tanja Pock-Steen (født 28. november 1924 i Batavia, Java), datter af overlæge Poul Pock-Steen og hustru Jekatarina født Kovalova.